# Cannone da 65/17 M13
El Cannone da 65/17 M13 era un cañón italiano, desarrollado para las unidades de montaña e infantería. Su designación significa "cañón de 65 mm con caña de 17 calibres, modelo de 1913". Su deginación es frecuentemente acortada a cannone da 65/17.  

## Descripción
Siendo un modelo ligero, el cañón de 65 mm fue diseñado para utilizarse en terrenos difíciles y condiciones meteorológicas adversas. Su caña tenía una longitud de 17 calibres y fue diseñada para disparar proyectiles en trayectorias bajas. Su afuste era igualmente sencillo, consistiendo en una sola cola de remolque y dos ruedas de radios de madera con llanta metálica para ser remolcado por caballos. El cañón podía desmontarse en 5 partes para ser transportado por acémilas. En 1935 se le instaló un sencillo escudo plegable.

## Historia

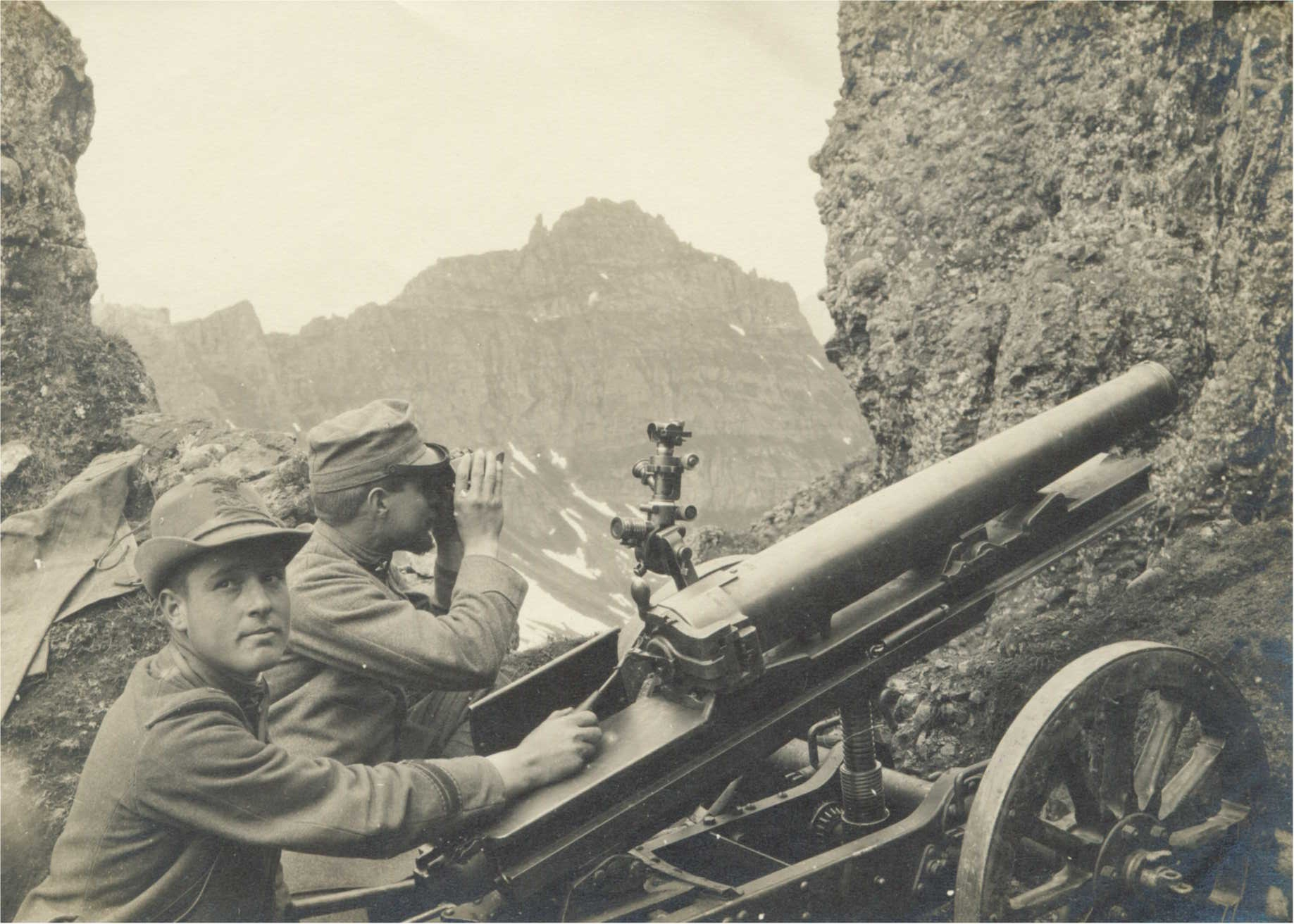
Artilleros de los Alpini disparando un 65/17 M13 desde Monte Padon contra las posiciones austriacas en Sasso di Mezdi.

El cañón de 65 mm entró en servicio con los Alpini en 1913, siendo empleado por éstos durante la Primera Guerra Mundial. También fue empleado como armamento principal del tanque pesado Fiat 2000, que entró en combate en Libia. Sus reemplazos llegaron en la década de 1920 y el cañón fue transferido a la infantería regular. Era muy apreciado por la infantería debido a su poco peso y gran fiabilidad en condiciones adversas. A pesar de su pequeño calibre, sirvió con las fuerzas italianas durante la Segunda Guerra Mundial como cañón de apoyo. También era efectivo como cañón antitanque, en el norte de África siendo montado sobre la tolva de camiones. Los cañones capturados por los alemanes después del armisticio italiano recibieron la designación 6.5 cm GebK 246(i).
El Ejército del Ecuador utilizó algunos cañones 65/17 M13 durante la guerra peruano-ecuatoriana.